# Jefim Dmitrijevics Bogoljubov
 Ez a cikk a sakkjátszmák algebrai lejegyzését alkalmazza.
Jefim Dmitrijevics Bogoljubov (oroszul: Ефим Дмитриевич Боголюбов, a nemzetközi szakirodalomban Efim Bogoljubov vagy Efim Bogoljubow) (Sztanyiszlavcsik, 1889. április 14. – Triberg im Schwarzwald, 1952. június 18.) orosz, német, szovjet sakkozó, nemzetközi nagymester, kétszeres szovjet bajnok, nyolcszoros német bajnok, kétszeres világbajnokjelölt, sakkfeladványszerző, teoretikus, sakkszakíró.

## Élete és sakkpályafutása
1889-ben Sztanyiszlavcsikban, az Orosz Birodalom Kijevi kormányzóságában (ma Ukrajnához tartozik) született. Teológiát és mezőgazdaságot tanult, a sakkal csak 18 éves korában került kapcsolatba. Ezután döntött úgy, hogy profi sakkozó lesz. Első versenysikereit 1909-ben érte el.
1911-ben megnyerte Kijev bajnokságát, és az összorosz amatőr bajnokságon a 9–10. helyet szerezte meg. 1912-ben második lett a vilniusi főversenyen. 1913/14-ben Szentpéterváron az Összorosz Mesterversenyen (8. orosz sakkbajnokság), amelyen Alekszandr Aljechin és Aaron Nimzowitsch végzett az élen, a 8. helyet szerezte meg.
1914. július–augusztusban a mannheimi mesterversenyen (19. DSB Congress – 19. német bajnokság) játszott, amikor kitört az első világháború. Vele együtt 11 orosz sakkozót internáltak Németországba, akik közül szeptemberben négyen (köztük Aljechin) hazatérhettek. Bogoljubov és társai Tribergbe kerültek, és ott 1914–1915-ben hét versenyt is játszottak, melyek közül ötöt ő nyert. Az első világháború idején a Fekete-erdőben található Tribergben élt, ott megházasodott a helyi iskola tanárnőjével, és németországi tartózkodása idején élete végéig ott élt. Két lánya született.
A háború után több nemzetközi mesterversenyt nyert meg. 1924-ben átmenetileg visszatért a Szovjetunióba, és ott megnyerte az 1924-es és az 1925-ös szovjet sakkbajnokságot. 1926-ban emigrált végleg Németországba, ami miatt megfosztották szovjet állampolgárságától és szovjet sakkbajnoki címétől.
1928-ban és 1928/29-ben a FIDE-bajnoki címért két alkalommal is párosmérkőzést nyert Max Euwe későbbi világbajnok ellen, ezzel nyert jogot arra, hogy a világbajnoki címért mérkőzhessen a regnáló bajnok Alekszandr Alekszandrovics Aljechin ellen. Két alkalommal játszott a címért, 1929-ben és 1934-ben, de megszerzése egyik alkalommal sem sikerült.
1931-ben Németország válogatottjában vett részt a Prágában rendezett 4. sakkolimpián, ahol a német csapat az 5., ő egyéniben az első táblán a 2. legjobb eredményt érte el 17 mérkőzésből szerzett 12,5 pontjával, 73,5%-os teljesítménnyel a 75%-ot elért Aljechin mögött. Az 1930-as és az 1940-es években, a második világháború befejezése után is több jelentős nemzetközi versenyt nyert, vagy annak élmezőnyében végzett.
Részt vett az 1951-es világbajnoki zónaversenyen Bad Pyrmontban, amelyen a 7. helyen végzett.
A Chessmetrics historikus pontszámítása szerint 1919. szeptembertől 1936. augusztusig a világranglista első tíz helyezettje között volt, 1927. január–februárban ő vezette azt. 1950-ben a Nemzetközi Sakkszövetség (FIDE) az elsők között adományozta neki az akkor bevezetett nemzetközi nagymesteri címet, melynek átadását elhalasztották, mert a háború idején a NSDAP tagja volt. 1951-ben aztán hivatalosan mégis nagymesterré nyilvánították.
Sakkelméleti munkássága is jelentős. Kidolgozta többek között a róla elnevezett Bogoljubov-védelmet (más elnevezéssel: Bogo-indiai védelem).
Élete utolsó éveiben a nyugatnémet ifjúsági csapat edzője. 1952-ben Belgrádból egy nemzetközi versenyről hazatérve váratlanul halt meg.

## Világbajnoki párosmérkőzései
| Versenyző           | Ország        | 1 | 2 | 3 | 4 | 5 | 6 | 7 | 8 | 9 | 10 | 11 | 12 | 13 | 14 | 15 | 16 | 17 | 18 | 19 | 20 | 21 | 22 | 23 | 24 | 25 | Nyert | Pont |
| ------------------- | ------------- | - | - | - | - | - | - | - | - | - | -- | -- | -- | -- | -- | -- | -- | -- | -- | -- | -- | -- | -- | -- | -- | -- | ----- | ---- |
| Alekszandr Aljechin | Franciaország | 1 | ½ | ½ | 0 | 1 | 0 | 1 | 1 | ½ | 1  | ½  | 1  | 0  | 0  | ½  | 1  | 1  | 0  | 1  | ½  | 1  | 1  | ½  | ½  | ½  | 11    | 15½  |
| Jefim Bogoljubov    | Németország   | 0 | ½ | ½ | 1 | 0 | 1 | 0 | 0 | ½ | 0  | ½  | 0  | 1  | 1  | ½  | 0  | 0  | 1  | 0  | ½  | 0  | 0  | ½  | ½  | ½  | 5     | 9½   |

| Versenyző           | Ország        | 1 | 2 | 3 | 4 | 5 | 6 | 7 | 8 | 9 | 10 | 11 | 12 | 13 | 14 | 15 | 16 | 17 | 18 | 19 | 20 | 21 | 22 | 23 | 24 | 25 | 26 | Nyert | Pont |
| ------------------- | ------------- | - | - | - | - | - | - | - | - | - | -- | -- | -- | -- | -- | -- | -- | -- | -- | -- | -- | -- | -- | -- | -- | -- | -- | ----- | ---- |
| Jefim Bogoljubov    | Németország   | ½ | 0 | ½ | 0 | ½ | ½ | ½ | ½ | 1 | 0  | ½  | ½  | ½  | ½  | ½  | ½  | 0  | 0  | ½  | ½  | 0  | ½  | 1  | 1  | 0  | ½  | 3     | 10½  |
| Alekszandr Aljechin | Franciaország | ½ | 1 | ½ | 1 | ½ | ½ | ½ | ½ | 0 | 1  | ½  | ½  | ½  | ½  | ½  | 1  | 1  | ½  | ½  | ½  | 1  | ½  | 0  | 0  | 1  | ½  | 8     | 15½  |

## Versenyeredményei
| Év      | Helyszín                       | Verseny                                                            | +  | − | = | Eredmény | Helyezés | Megjegyzés |
| ------- | ------------------------------ | ------------------------------------------------------------------ | -- | - | - | -------- | -------- | --- |
| 1909    | Odessza                        | Dél-oroszországi verseny                                           |    |   |   |          | 2–3      | |
| 1912    | Vilnius                        | Amatőr verseny                                                     |    |   |   |          | 2        | |
| 1913/14 | Szentpétervár                  | Össz-oroszországi mesterverseny                                    |    |   |   |          | 8        | Mesteri címet szerez. Alekszandr Aljechin és Aaron Nimzowitsch végzett az élen. |
| 1914    | Mannheim                       | 19. DSB Congress                                                   | 4  | 4 | 3 | 5½/11    | 8–9      | A verseny a világháború kitörése miatt félbeszakadt |
|         | Triberg                        |                                                                    |    |   |   |          | 1        | |
| 1915    | Triberg                        |                                                                    |    |   |   |          | 1        | |
|         | Triberg                        |                                                                    |    |   |   |          | 1        | |
|         | Triberg                        |                                                                    |    |   |   |          | 1        | |
|         | Triberg                        |                                                                    |    |   |   |          | 1        | |
| 1916    | Triberg                        |                                                                    |    |   |   |          | 2–3      | |
| 1917    | Triberg                        |                                                                    |    |   |   |          | 3        | |
| 1919    | Berlin                         |                                                                    | 4  | 0 | 2 | 5/6      | 1        | |
|         | Stockholm                      |                                                                    |    |   |   | 12½/15   | 1        | |
|         | Stockholm                      |                                                                    |    |   |   | 5½       | 3        | |
|         | Stockholm                      | Handicap-verseny                                                   |    |   |   |          | 1        | |
| 1920    | Göteborg                       |                                                                    | 8  | 5 | 0 | 8/13     | 3        | Réti és Rubinstein mögött, megelőzve Tarrascht, Miesest, Tartakowert, Maróczyt. |
|         | Stockholm                      | Kétfordulós verseny                                                |    |   |   | 12½/14   | 1        | |
|         | Berlin                         | Nemzetközi verseny                                                 | 3  | 1 | 5 | 5½/9     | 2-3      | |
| 1921    | Kiel                           | Nemzetközi verseny                                                 |    |   |   |          | 1        | |
| 1922    | Pöstyén                        | Nemzetközi verseny                                                 | 13 | 1 | 4 | 15/18    | 1        | A vert mezőnyben Alekszandr Aljechin, Spielmann, Réti Richárd, Tartakower, Max Euwe, Siegbert Tarrasch, Balla Zoltán és mások.                                                                                |
|         | London                         | Nemzetközi verseny                                                 | 7  | 4 | 4 | 9/15     | 5        | José Raúl Capablanca, Alekszandr Aljechin, Vidmar és Akiba Rubinstein mögött |
| 1923    | Margate                        | Nemzetközi verseny                                                 |    |   |   |          | 2–5      | |
|         | Karlovy Vary                   | Nemzetközi verseny                                                 | 9  | 3 | 5 | 11/17    | 1–3      | Holtversenyben Maróczy Gézával és Alekszandr Aljechinnel. |
|         | Ostrava                        | Nemzetközi verseny                                                 | 5  | 5 | 3 | 6½/13    | 7–8      | Emanuel Lasker nyert Réti Richárd előtt. |
| 1924    | New York                       | Nemzetközi kétfordulós verseny                                     | 8  | 9 | 3 | 9½/20    | 7        | Lasker 16, Capablanca 14, Aljechin12, Marshall 11, Réti és Maróczy 10 ponttal előzte meg. Különdíjat kapott a Réti–Bogoljubov 1–0, valamint a Marshall–Bogoljubov 1–0 játszma.                                |
| 1924    | Moszkva                        | Szovjet sakkbajnokság                                              | 13 | 0 | 4 | 15/17    | 1        | |
| 1925    | Moszkva                        | Szovjet sakkbajnokság                                              | 6  | 2 | 3 | 7½/11    | 1        | |
|         | Baden-Baden                    |                                                                    | 11 | 5 | 4 | 13/20    | 4        | Aljechin nyert Rubinstein és Sämisch előtt |
|         | Breslau                        | 22. német bajnokság (A Német Sakkszövetség 24. kongresszusa)       | 9  | 1 | 1 | 9½/11    | 1        | A vert mezőnyben Rubinstein, Réti Richárd, Tarrasch. |
|         | Moszkva                        | Első moszkvai nemzetközi verseny                                   | 13 | 2 | 5 | 15½/20   | 1        | Emanuel Lasker és José Raúl Capablanca előtt. |
| 1926    | Berlin                         |                                                                    | 6  | 1 | 2 | 7/9      | 1        | Akiba Rubinstein előtt. |
| 1927    | Berlin                         |                                                                    |    |   |   |          | 2–4      | |
|         | Magdeburg                      | 23. német bajnokság (A Német Sakkszövetség 25. kongresszusa)       | 10 | 2 | 1 | 10½/13   | 1        | |
|         | Bad Homburg                    |                                                                    |    |   |   |          | 1        | |
| 1928    | Berlin                         |                                                                    |    |   |   |          | 2        | |
|         | Bad Kissingen                  |                                                                    | 6  | 1 | 4 | 8/11     | 1        | José Raúl Capablanca, Aaron Nimzowitsch, Max Euwe, Tartakower, Réti Richárd, Frank Marshall és mások előtt.                                                                                                   |
| 1930    | San Remo                       |                                                                    | 8  | 4 | 3 | 9½/15    | 4        | Aljechin, Nimzowitsch és Rubinstein mögött. |
|         | Stockholm                      |                                                                    |    |   |   |          | 2–3      | Isaac Kashdan mögött |
| 1931    | Bled                           |                                                                    | 12 | 8 | 6 | 15/26    | 2        | Aljechin mögött |
| 1931    | Schwindemünde                  | A Német Sakkszövetség 27. kongresszusa (25. német sakkbajnokság)   | 6  | 2 | 4 | 8/12     | 1–2      | Holtversenyben Ludwig Rödllel. A holtversenyes versenyzők között 1931. novemberben Nürnbergben párosmérkőzésre került sor, amelyen Bogoljubov 4–2 arányban győzött, így ő szerezte meg a német bajnoki címet. |
| 1932    | Sliace                         | Nemzetközi verseny                                                 | 6  | 6 | 1 | 6½/13    | 8        | |
|         | Bern                           | Nemzetközi verseny                                                 | 8  | 3 | 4 | 10/15    | 5-6      | |
| 1933    | Scheveningen                   |                                                                    |    |   |   | 5½       | 2-3      | |
|         | Bad Pyrmont                    | Első náci német bajnokság (A Német Sakkszövetség 29. kongresszusa) | 9  | 1 | 5 | 11½/15   | 1        | |
| 1934    | Zürich                         | Nemzetközi verseny                                                 | 9  | 1 | 5 | 11½/15   | 4        | Aljechin, Euwe és Flohr mögött |
| 1935    | Bad Nauheim                    | Nemzetközi verseny                                                 | 4  | 1 | 4 | 6/9      | 1        | Erich Eliskases előtt. |
|         | Bad Saarow                     |                                                                    |    |   |   |          | 1        | |
|         | Berlin                         |                                                                    |    |   |   |          | 1–2      | |
| 1936    | Bad Elster                     |                                                                    |    |   |   |          | 1–2      | |
|         | Bad Nauheim                    | Nemzetközi verseny                                                 | 3  | 2 | 4 | 5/9      | 4–5      | Aljechin, Keres és Ahues mögött |
| 1937    | Bad Elster                     |                                                                    | 6  | 1 | 2 | 7/9      | 1–2      | Holtversenyben Ludwig Rellstabbal. |
|         | Bad Nauheim–Stuttgart–Garmisch | Kétfordulós quadrangular verseny                                   | 3  | 2 | 1 | 3½/6     | 1        | Max Euwe mögött, holtversenyben Aljechinnal, megelőzve Friedrich Sämischt. |
|         | Bréma                          |                                                                    |    |   |   |          | 1        | |
| 1938    | Bad Elster                     |                                                                    |    |   |   |          | 1        | |
| 1939    | Stuttgart                      | Első Európa-verseny                                                | 5  | 1 | 5 | 7½/11    | 1        | |
| 1940    | Berlin                         |                                                                    |    |   |   |          | 1        | |
|         | Krakkó                         |                                                                    |    |   |   |          | 1–2      | |
| 1941    | München                        | 2. Európa-verseny                                                  | 7  | 3 | 5 | 9½/15    | 4        | Gosta Stoltz, Aljechin és Lundin mögött. |
|         | Krakkó                         |                                                                    |    |   |   |          | 3        | Aljechin és Paul Felix Schmidt mögött |
| 1942    | München                        | 1. Európa-bajnokság                                                | 4  | 2 | 4 | 6/10     | 3–5      | Aljechin nyerte Keres előtt. |
|         | Salzburg                       | Kétfordulós nemzetközi nagymesterverseny                           | 3  | 6 | 1 | 3½/10    | 5        | Aljechin nyerte Keres előtt. |
|         | Varsó – Lublin – Krakkó        |                                                                    |    |   |   |          | 3        | Aljechin nyerte. |
| 1943    | Salzburg                       | Kétfordulós nemzetközi nagymesterverseny                           | 2  | 4 | 4 | 4/10     | 4        | Aljechin és Paul Keres nyerte. |
|         | Krynica                        |                                                                    |    |   |   |          | 2–3      | Josef Lokvenc nyerte. |
| 1944    | Radom                          |                                                                    |    |   |   |          | 1        | Fedor Bogatircsuk előtt. |
| 1947    | Lüneburg                       |                                                                    |    |   |   |          | 1        | |
|         | Kassel                         |                                                                    |    |   |   |          | 1        | |
| 1949    | Bad Pyrmont                    | 3. Nyugat-német bajnokság                                          | 10 | 1 | 1 | 10½/12   | 1        | Svájci rendszerű verseny. A vert mezőnyben: Lothar Schmidt, Wolfgang Unzicker, Friedrich Sämisch. |
|         | Oldenburg                      |                                                                    | 10 | 3 | 4 | 12/17    | 1–2      | Holtversenyben Elmars Zemgalisszal. |
| 1950    | Bad Pyrmont                    | 39. némnet bajnokság (A Német Sakkszövetség 43. kongresszusa)      | 8  | 1 | 8 | 12/17    | 2–3      | Wolfgang Unzicker mögött. |
| 1951    | Bad Pyrmont                    | Világbajnoki zónaverseny                                           |    |   |   |          | 7        | |
| 1951    | Augsburg                       |                                                                    |    |   |   |          | 1        | |
| 1951    | Saarbrücken                    |                                                                    |    |   |   |          | 1        | |

## Párosmérkőzései
| Év      | Helyszín                       | Ellenfél            | + | −  | =  | Eredmény | Megjegyzés                                                                                        |
| ------- | ------------------------------ | ------------------- | - | -- | -- | -------- | ------------------------------------------------------------------------------------------------- |
| 1920    |                                | Akiba Rubinstein    | 4 | 5  | 3  | 5½       |                                                                                                   |
|         |                                | Aaron Nimzowitsch   | 3 | 1  | 0  | 3½       |                                                                                                   |
| 1921    | Triberg                        | Alekszandr Aljechin | 1 | 1  | 2  | 2–2      |                                                                                                   |
| 1928    | Amszterdam, Hága, Scheveningen | Max Euwe            | 3 | 2  | 5  | 5½-4½    | Első FIDE-bajnoki mérkőzés.                                                                       |
| 1928/29 | Hollandia                      | Max Euwe            | 2 | 1  | 7  | 5½-4½    | Második FIDE-bajnoki mérkőzés. Ennek győztese mérkőzhetett meg Aljechinnel a világbajnoki címért. |
| 1929    |                                | Alekszandr Aljechin | 5 | 11 | 9  | 9½       | Világbajnoki párosmérkőzés                                                                        |
| 1932    | Semmering                      | Spielmann           | 3 | 4  | 3  | 4½       |                                                                                                   |
| 1934    |                                | Aljechin            | 3 | 8  | 15 | 10½      | Világbajnoki párosmérkőzés                                                                        |
| 1941    | Krefeld                        | Max Euwe            | 2 | 5  | 3  | 3½-6½    |                                                                                                   |
| 1943    | Varsó                          | Aljechin            | 1 | 1  | 0  | 1–1      | Minimeccs                                                                                         |

## Sakkelméleti munkássága
Az alábbi megnyitási változatok viselik nevét:
- Bogoljubov-védelem (Bogo-indiai védelem) ECO E11: 1. d4 Hf6 2. c4 e6 3. Hf3 Fb4+
- Elhárított vezércsel, Bogoljubov-változat ECO D52: 1.d4 d5 2.c4 e6 3.Hc3 Hf6 4.Fg5 Hbd7 5.e3 c6 6.Hf3 Va5 7.Hd2 Fb4 8.Vc2
- Elfogadott királycsel, Bogoljubov–Jaenisch-változat ECO C33: 1.e4 e5 2.f4 exf4 3.Fc4 Hf6 4.Hc3 c6
- Vezérgyalog játék, Bogoljubov–Mikenas–Van Geete-védelem ECO A40: 1. d4 Hc6
- Négyhuszáros játék, Bogoljubov (skót) változat ECO C47: 1.e4 e5 2.Hf3 Hc6 3.Hc3 Hf6 4.d4
- Elhárított vezércsel, Bogoljubov-védelem ECO D24: 1.d4 d5 2.c4 dxc4 3.Hf3 Hf6 4.Hc3 a6 5.e4
- Vezérgyalog játék, Bogoljubov-változat ECO D00: 1.d4 d5 2.e4 dxe4 3.Hc3 Hf6 4.f3 exf3 5.Hxf3 g6
- Francia védelem, Bogoljubov-változat ECO C17: 1.e4 e6 2.d4 d5 3.Hc3 Fb4 4.e5 c5 5.Fd2
- Nimzovics-védelem, Bogoljubov-változat ECO B00: 1. e4 Hc6 2. d4 d5 3. Hc3
- Elhárított vezércsel, Bogoljubov-változat ECO D46: 1.d4 d5 2.c4 e6 3.Hc3 Hf6 4.Hf3 c6 5.e3 Hbd7 6.Fd3 Fe7
- Réti-megnyitás, Bogoljubov-változat ECO A09: 1. Hf3 d5 2. c4 c6 3. b3
- Elhárított vezércsel, Tarrasch-védelem, Bogoljubov-változat ECO D34: 1.d4 d5 2.c4 e6 3.Hc3 c5 4.cxd5 exd5 5.Hf3 Hc6 6.g3 Hf6 7.Fg2 Fe7 8.O-O O-O 9.Fg5 Fe6 10.Bc1 c4
- Kéthuszáros védelem Bogoljubov-változat ECO C58: 1.e4 e5 2.Hf3 Hc6 3.Fc4 Hf6 4.Hg5 d5 5.exd5 Ha5 6.Fb5+ c6 7.dxc6 bxc6 8.Vf3
- Spanyol megnyitás zárt változat, Bogoljubov-változat ECO C91: 1.e4 e5 2.Nf3 Nc6 3.Bb5 a6 4.Ba4 Nf6 5.O-O Be7 6.Re1 b5 7.Bb3 d6 8.c3 O-O 9.d4 Bg4

## Megjelent művei
- Schach-Schule. Verlag Konkordia, Bühl/Baden, 1925
- Klassische Schachpartien aus modernen Zeiten, 3 Bde. Berlin/Leipzig, 1926–1928
- Das Internationale Schachturnier Moskau 1925. Berlin/Leipzig, 1927
- Die moderne Eröffnung d2-d4! Triberg, 1928
- Schachkampf um die Weltmeisterschaft. Karlsruhe, 1935
- Die Schachkämpfe um die Weltmeisterschaft zwischen Aljechin und Bogoljubow 1929 und 1934